# Plasmogàmia
La plasmogàmia és una fase de la fecundació en la qual hi ha la fusió dels citoplasmes dels dos gàmetes o de les dues cèl·lules somàtiques haploides. La cèl·lula produïda en la plasmogàmia és un dicarió, ja que està proveïda de sos nuclis haploides genèticament diferents.
A la plasmogàmia li segueix més o menys immediatament la cariogàmia, amb formació del zigot, o sigui d'una cèl·lula diploide. A la major part dels organismes superiors la plasmogàmia i la cariogàmia es verifiquen en successió abans que el dicarió es multipliqui, per això la gàmia s'identifica en un moment únic que de la fase haploide porta a la diploide.
En la major part dels fongs, plasmogàmia i cariogàmia són moments separats d'una fase dicariont, en el curs de la qual és dicarió es multiplica.